# Napóleon (film, 2023)
A Napóleon 2023 -as történelmi filmdráma, melynek forgatókönyvírója David Scarpa, rendezője és producere Ridley Scott. A címszerepet Joaquin Phoenix alakítja, a film a francia császár életének kiragadott eseményeit mutatja be hatalomra jutásától bukásáig.
Az Egyesült Államokban a Columbia Pictures és az Apple Original Films 2023. november 22-én, míg Magyarországon az InterCom Zrt. 2023. november 23-án mutatta be. Az Apple TV+-on való bemutatás egyelőre ismeretlen.

## Történet
A film Napóleon életét mutatja be Jozefina császárnéval való függőséget okozó és ingatag kapcsolatán keresztül.
A tényleges életrajzhoz képest inkább csak fölvillant epizódokat, így Toulon ostromát, az egyiptomi kalandot, a puccsot, ami első konzullá tette, a császárrá koronázást, az austerlitzi csatát és a tilsiti békét (de a megelőző hadjárat nélkül), az oroszországi hadjáratot, a visszatérést Elbáról és a waterlooi csatát.
Kimarad ugyanakkor az első és a második itáliai hadjárat, 2023-ban említeni lehetett volna a Toussaint Louverture által vezetett haiti rabszolgalázadás elleni háborút, a trafalgari csatát igaz, ezeket nem személyesen vezette, kimarad a negyedik és ötödik koalíciós háború, melyeket viszont igen, a félszigeti háború Spanyolország és Portugália ellen, és az orosz hadjárat után 1813-ban a Népek Csatája Lipcsénél, és voltaképpen az egész hatodik koalíciós háború.
Kell ezért bizonyos háttérismeret a néző részéről, hogy a filmbéli pillanatképek egységes életrajzzá álljanak össze.
A császárnéval való kapcsolat igazolhatóan fontos volt a császár életében, ez a válás után is kijelenthető. Amikor Joséphine meghalt, és megkapta a hírt Elba szigetén, több napig nem jött ki a szobájából (a filmmel ellentétben a hírt már Elbán megkapta, de ez tényleg belefér a művészi szabadságba); a waterlooi csata utáni végső lemondása után jutott neki egy hét, mielőtt megadta magát az angoloknak, ezt Joséphine kastélyában töltötte, Malmaisonban; és utolsó szavai között is ott volt Joséphine neve (ezt a film jogosan hivatkozza).
Ugyanakkor az, hogy mindkét franciaországi visszatérését (Egyiptomból és Elbáról) a császárné hűtlenségével kapcsolatos hírek váltották volna ki, max. művészi szabadságnak tekinthető. Úgyszintén eléggé egydimenziós magyarázat Napóleon karrierjére, hogy a császárnéval való kapcsolat hullámzásától ennyire függött volna.
A film erényei közé tartozik az 1799-es puccs, és azon belül Napóleon szerepének szatirikus bemutatása, hiszen a forradalmi tábornokból lett császár valóban kapott sok gúnyt a kortársaktól és a történészektől ugyanúgy, mint a hatalmat valódi ellenállás nélkül átengedő Direktórium.
Jól átélhető, bár nem egészében hiteles az ábrázolt csaták bemutatása. Ilyen szempontból különösen a waterlooi csata bemutatását lehet kiemelni, még akkor is, ha a Régi Gárda támadása elmarad. Benne van ugyanakkor az angolok makacssága, amivel kitartottak Napóleon ellenében, amíg be nem értek a poroszok.
Végsősoron a filmről alkotott véleményünk leginkább attól függhet, hogy mennyi művészi szabadságot gondolunk megengedhetőnek. A teljes életmű még a két és fél órás játékidőbe sem férhetett be, ez nyilvánvaló.

## Szereplők
| Szerep                                       | Színész           | Magyar hang             |
| -------------------------------------------- | ----------------- | ----------------------- |
| Napoléon Bonaparte tábornok, konzul, császár | Joaquin Phoenix   | Rátóti Zoltán           |
| Joséphine császárné                          | Vanessa Kirby     | Balsai Móni             |
| Paul Barras direktóriumi elnök               | Tahar Rahim       | Király Dániel           |
| Arthur Wellesley, Wellington hercege         | Rupert Everett    | Mihályi Győző           |
| Caulaincourt                                 | Ben Miles         | Schruff Milán           |
| Thérésa Cabarrus, Madame Tallien             | Ludivine Sagnier  | N/A                     |
| Lucien Bonaparte                             | Matthew Needham   | Pál Tamás               |
| Ney marsall                                  | John Hollingworth | N/A                     |
| Davout tábornok, marsall                     | Youssef Kerkour   | N/A                     |
| Letizia Ramolino, Napóleon anyja             | Sinéad Cusack     | Ecsedi Erzsébet         |
| Sanson, párizsi hóhér                        | Phil Cornwell     | N/A                     |
| XVIII. Lajos király                          | Ian McNeice       | Kapácsy Miklós          |
| Talleyrand külügyminiszter                   | Paul Rhys         | Rajkai Zoltán           |
| Mária Antónia királyné                       | Catherine Harvey  | Márton Eszter           |
| Moulin politikus                             | Gavin Spokes      | Péter Richárd           |
| Junot tábornok Bonaparte adjutánsa           | Mark Bonnar       | Menszátor Héresz Attila |
| Mária Lujza főhercegnő, császárné            | Anna Mawn         | Csifó Dorina            |
| Berthier marsall                             | Scott Handy       | Harcsik Róbert          |
| Dumas tábornok                               | Abubakar Salim    | N/A                     |

### Magyar változat
- Magyar szöveg: Tóth Tamás
- Hangmérnök: Illés Gergely
- Vágó: Simkóné Varga Erzsébet
- Gyártásvezető: Gelencsér Adrienne
- Szinkronrendező: Nikodém Zsigmond
- Produkciós vezető: Hagen Péter

A szinkront a Mafilm Audio Kft. készítette el

## A film készítése

### Forgatás

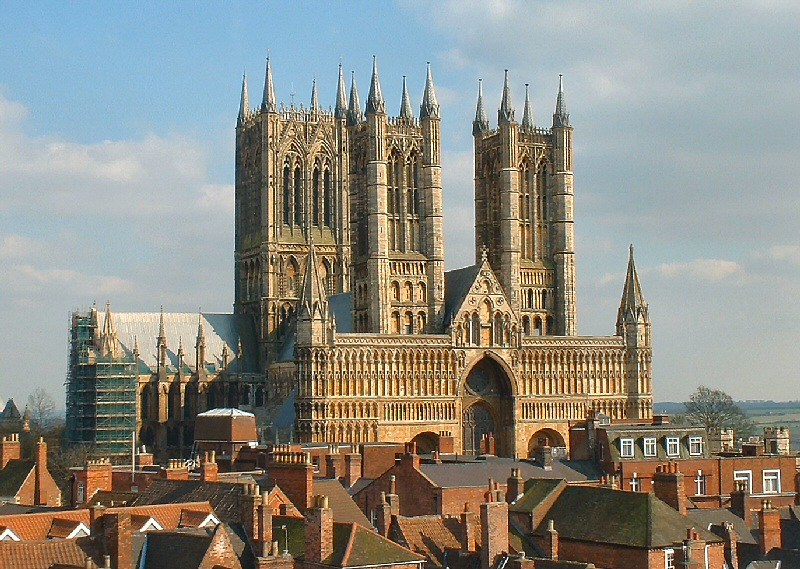
A forgatás kezdete a Lincolni székesegyházban zajlott

A film készítése 2022 februárjában kezdődött. A film hat fő csatarészletet tartalmaz, ellentétben egy másik, Napóleont felvonultató korábbi filmmel, az 1970-es Waterloo-val, amely egyetlen csatára összpontosít. A forgatás az angliai Lincolnban zajlott 2022 márciusában. A stáb a beszámolók szerint egy hetet töltött a Lincoln-székesegyház előkészítésével, amely a Notre-Dame-ot helyettesíti.
A forgatásnak Buckinghamshire is helyszínt nyújtott. A West Wycombe Parkban, a sussexi Petworth House-ban és a ketteringi Boughton House-ban is vettek fel jeleneteket. Máltán is forgattak három hétig, 2022 májusától. A máltai Kalkarában található Ricasoli erőd Toulon 1793-as ostromának helyszínévé vált, ahol Napóleon első győzelmét aratta.

## További információ
- Hivatalos oldal
- Napóleon a PORT.hu-n (magyarul)
- Napóleon az Internet Movie Database-ben (angolul)
- Napóleon a Rotten Tomatoeson (angolul)
- Napóleon a Box Office Mojón (angolul)
- Napoléon (2023) (francia nyelven). AlloCiné.fr